# Magnetron Music

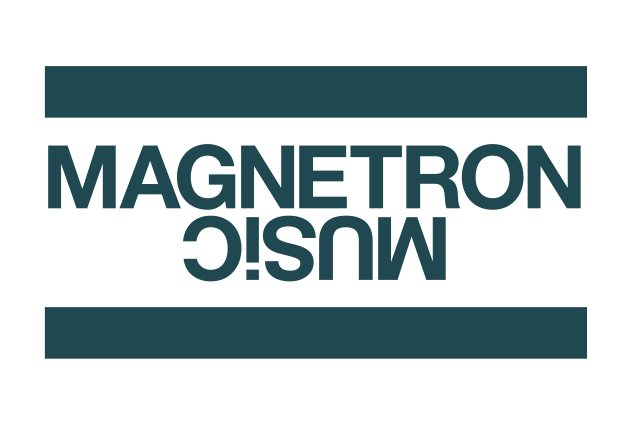
Magnetron Music

Magnetron Music is een Nederlands platenlabel, opgericht in 2005 door Kostijn Egberts en Bas Bron.
De eerste single die uitgebracht werd door Magnetron Music was Watskeburt?! van De Jeugd van Tegenwoordig. Deze bereikte de eerste plaats in de Nederlandse Top 40.

## Artiesten (selectie)
- De Jeugd van Tegenwoordig
- Le Le
- Rimer London
- Donnie
- Faberyayo
- Staygold